# Nitro (gruppo musicale)
I Nitro sono stati una band heavy metal statunitense formata nel 1987 a Phoenix.
I due membri principali Jim Gillette e Michael Angelo sono noti al pubblico per le loro spettacolari esibizioni: mentre Gillette divenne noto per aver frequentemente frantumato bicchieri con la sola forza della sua voce, Michael Angelo è stato riconosciuto come uno dei chitarristi più veloci esistenti, se non lo shredder più veloce della terra. La band ha avuto una breve durata e ha cambiato più volte la formazione. 
Durante la loro carriera hanno pubblicato solo due album che hanno lanciato la carriera chitarristica di Batio. 
Un'altra particolarità di Michael Angelo sono state le performance con la "Quad Guitar" (o Double V-Neck guitar), ovvero quattro chitarre attaccate tra loro a formare una X, le due in alto a sei corde mentre le due sottostanti a 7 corde, che il musicista suonava due alla volta, svolgendo la parte ritmica e la parte solista contemporaneamente. 
La Quad Guitar fu una sua invenzione, ed il progetto venne eseguito da Wayne Charvel. 
Il cantante Jim Gillette è divenuto successivamente noto per aver sposato Lita Ford, dalla quale ha avuto due figli, separandosi poi da lei nel 2011, dopo 17 anni di matrimonio.

## Storia
Il cantante Jim Gillette, uscente dalla band Tuff, nel 1987 decise di intraprendere la carriera solista. Incontrò Michael Angelo ad un party sulla spiaggia e i due trovarono subito l'accordo per dare inizio ad una collaborazione. Michael Angelo all'epoca suonava in una band chiamata Holland residente a Chicago. Gillette notò l'incredibile tecnica e velocità del chitarrista, doti che lo convinsero a coinvolgerlo nel suo nascente progetto solista. Gillette era già noto negli ambienti heavy metal per aver girato una serie di video illustrativi chiamati Jim Gillette's Metal Power con la collaborazione del chitarrista Doug Marks, membro degli Hawk. Assieme al guitar hero Michael Angelo, Gillette reclutò i membri T.J. Racer al basso, il batterista Vinne Saint James, ed il tastierista Kevin Jachetta. T.J. Racer venne scoperto tramite la collaborazione con Gillette nei suoi corsi illustrativi. La formazione completata incise l'album solista di Gillette Proud to Be Loud nel 1987. Dopo che il disco venne pubblicato, Jachetta e Saint James però abbandonarono il progetto; i superstiti Gillette, Angelo e Racer decisero quindi di cambiare nome in Nitro, reclutando l'ex batterista dei Vinnie Vincent Invasion Bobby Rock. Trovarono un accordo con la Rampage Records (sottoetichetta della Rhino) dopo il loro primo show, dove pare che Gillette sorprese il pubblico rompendo tre bicchieri di vino con la sua voce. Registrarono l'album O.F.R. (Out Fucking Rageous) che venne pubblicato nel 1989. Questo disco vanta il più lungo grido nella storia dell'heavy metal (di Jim Gillette), che può essere ascoltato nel brano "Machine Gunn Eddie", la cui durata sfiora i 32 secondi. La band poi affermò che l'urlo non venne artificialmente modificato o allungato. Le intenzioni dei Nitro erano quelle di stupire il pubblico e di raggiungere limiti che altre band in precedenza non avevano mai raggiunto, il tutto senza l'aiuto di effetti e modifiche, come in seguito affermarono Angelo e Gillette:
Michael Angelo divenne famoso per aver inventato la "Quad Guitar", una chitarra a quattro manici che suonava a due alla volta. Lo strumento venne costruito da Wayne Charvel, tuttavia egli impresse sulla paletta il logo "Ritz" (questo tipo di chitarra verrà infatti chiamato "Ritz Guitar"), che all'epoca simboleggiava il nuovo marchio fondato dal produttore. Inoltre vennero aggiunte alla chitarra anche delle corde extra (una in più per manico).
La particolare chitarra venne rubata nel 1989 a El Paso, Texas al secondo show del tour dell'album OFR.
Dopo pochi mesi, una volta terminato il tour, Bobby Rock lasciò la band per raggiungere i Nelson, e venne rimpiazzato da K.C. Comet, che è presente nei video di "Freight Train" e "Long Way From Home", e che suonò col gruppo nel tour di supporto al disco O.F.R.. Racer e Comet abbandonarono anch'essi il progetto e vennero rimpiazzati da Ralph Carter e Johny Thunder. I Nitro pubblicarono il secondo album H.W.D.W.S. nel 1991, dal quale venne estratto un videoclip della reinterpretazione di Ted Nugent "Cat Scratch Fever". I Nitro si sciolsero infine nel 1992, dopo che il movimento grunge prese il sopravvento sostituendo radicalmente le tendenze del periodo.

### Dopo lo scioglimento
Jim Gillette si sposò con Lita Ford il 13 maggio 1994 ed apparve come special guest nel suo album Black (1994) assieme ad altri ospiti come Dave King (ex Fastway, oggi nei Floggin' Molly) e Jeff Scott Soto (ex Yngwie Malmsteen).
Mentre Michael Angelo intraprese la carriera solista e pubblicò il debutto intitolato No Boundaries nel 1995. Nel 1998 Jim e Michael pubblicarono una compilation chiamata Gunnin' for Glory che conteneva materiale irrealizzato dei Nitro e tre brani della successiva band solista di Michael Angelo. Bobby Rock collaborò con diverse band tra cui gli Hardline.
Nel 1996 i Tuff pubblicarono la raccolta Decade of Disrespect contenente inediti e materiale irrealizzato, tra cui alcuni brani risalenti al periodo nel quale Jim Gillette militava nella band. Lita Ford e Jim celebrarono la nascita del loro primo figlio James Leonard Gillette, il 13 maggio 1997 a Panama Beach, Florida. Mentre nel 2001 i due coniugi ormai residenti in Florida diedero alla luce il secondo figlio. Nel 2000 Freight Train è stata inserita nella colonna sonora del film horror Carnivore. Nel novembre 2004 venne restituita a Micheal Angelo durante uno show in Inghilterra, metà della "Quad Guitar" rubatagli nel 1989. Attualmente lo strumento, chiamato Double-V-Neck, è in esposizione al Hard Rock Cafe di Chicago. Nel 2006, l'autore Steven Blush pubblica il libro American Hair Metal che tratta appunto della scena hair metal degli anni '80. La copertina del libro raffigura proprio i Nitro come band rappresentativa.

## Formazione

### Ultima formazione
- Jim Gillette - voce (1988-1993; 2016-2018)
- Michael Angelo Batio - chitarra e tastiere (1988-1993; 2016-2018)
- Victor Wooten - basso (2017-2018)

### Ex componenti
- Vinne Saint James - batteria (1988)
- Kevin Jachetta - tastiere (1988)
- Bobby Rock - batteria (1988-1989)
- T.J. Racer - basso (1988-1991)
- Craig Kasin - batteria (1989-1991)
- Ralph Carter - basso (1991-1993)
- Johny Thunder - batteria (1991-1993)
- Chris Adler - batteria (2016-2018)

### Ex turnisti
- Matt DeVries - basso (2017-2018)

## Discografia
- 1988 – Demo 1988 (demo)
- 1989 – Freight Train (singolo)
- 1989 – Long way from Home (singolo)
- 1989 – O.F.R.
- 1990 – Demo 1990 (demo)
- 1991 – Nitro II: H.W.D.W.S.
- 1998 – Gunnin' for Glory (raccolta)